# 徐相 (明朝)
徐相（15世紀—16世紀），字文卿、一字廷臣，江西南康府都昌縣人，明朝政治人物。

## 生平
徐相是正德二年（1507年）丁卯科江西鄉試第五十七名舉人，九年（1514年）授象山知縣，為人清高正直，以儉約帶領人民，每餐只吃蔬素，妻子抵受不住埋怨他，他開導妻子：「當清白官吏的婦人，總好過當因貪贓被貶為戍卒的婦人吧？」因父母去世回鄉，服闋後於十六年（1521年）起為如皋知縣，謝絕一切賄賂，節省地方費用，饑荒時率領醫士贈藥，每日巡視巷中探望病者授藥，全活萬多人，雨雪誤期則青衣步禱，禱告不久應驗，到入覲時行李蕭然，父老都感嘆，嘉靖三年（1524年）陞連州知州，建造學校，厚待士子，捕獲宿寇蘇政、蘇晚等人使地方安堵，陞廣東按察司僉事，但未到任就歸鄉，入祀如皋、連州名宦祠。

## 引用
1. 1 2  同治《都昌縣志·卷九·人物志》：徐相，字文卿，正德丁卯舉人，初任象山縣知縣，丁憂起復補如皋縣，陞廣東連州知州，建學校、厚士類，興利除害務盡其力，時苗寇逼近連境，相提兵掃蕩，陞廣東僉事不就而歸，連民思慕，舉祀名宦。 從劉稿略節
2. ↑  民國《象山縣志·卷二十一·名宦傳》：徐相，都昌人 道光志但云江西人，誤，由鄉薦任知縣，清介絕俗 《浙江通志》，率民以儉，自奉惟蔬素 乾隆志疏食，道光志蔬菜，今從通志，室人不能堪至出怨言，相喻之曰：「為清白吏婦，不愈於贜敗為戍卒婦耶？」遷知州去，民追思之，嘉靖中縣里甲均徭十年一輪者，自相立法始，後仕至僉事。 通志、嘉靖縣志、乾隆志
3. ↑  嘉慶《如皋縣志·卷十五·名宦傳》：徐相，都昌人，正德季年以舉人為皋令，清儉剛決，門絕苞苴，無一人敢窺，吏舍聽訟不遣胥，勾攝兩造既具，反復曉告，民皆媿服，自奉菲約，不飾廚傳，歲省坊里冗費無算，時值饑疫，率醫土齎善藥，日巡委巷中親視病者注藥授之，備極勞瘁，所全活萬餘人，雨雪愆期，必青衣步禱，禱亦輒應，會當入覲，公私不知行期，一日匹馬戒途攜一門一皂去，襆被蕭然，父老感嘆，後遷知連州，民久而愈戴其惠，祀之名宦。
4. ↑  同治《連州志·卷五·職官志》：徐相，字廷臣，江西都昌人，嘉靖三年擢知連州，以清介自持，誓不苟取廨中隙地，蓺蔬韭以給朝夕，布衣苧袍不侈被服，宿寇蘇政、蘇晚為地方梗，相設計擒之，二蘇相繼就縛，連人安堵。